# Mustapha Moussa
Mustapha Moussa (en árabe: مصطفى موسى‎; Oran, Argelia francesa; 2 de febrero de 1962 – Oran, Argelia; 3 de agosto de 2024) fue un boxeador argelino de la categoría de peso mediopesado.

## Carrera

### Aficionado
Su carrera la inició con el equipo de boxeo ASM Oran. A nivel de Juegos Olímpicos participó en Los Ángeles 1984 donde en la segunda ronda venció a Drake Thadzi de Malawi por decisión unánime, en los cuartos de final venció a Tony Wilson de Reino Unido por decisión dividida, y terminó perdiendo en las semifinales ante el eventual campeón olímpico Anton Josipović de Yugoslavia por decisión unánime, siendo el primer medallista olímpico de Argelia.
También ganó medalla de plata en los Juegos Panafricanos de 1987 en Nairobi, Kenia; ganó medalla de oro en los Juegos Mediterráneos de 1983 en Casablanca, Marruecos donde venció en la final a Mohamed El Sayed de Egipto, y en los Juegos Panarábicos de 1985 venció por decisión unánime a Ahmed Ali Misri de Líbano.

### Profesional
Moussa pasó al profesionalismo en 1988 con un leve éxito. Perdió en su primera pelea ante el eventual campeón mundial Mauro Galvano, con quien volvería a pelear en 1988. Tendría otras peleas en 1992 y 2004 las cuales perdió. Al final su récord fue de 0–4–0.

## Otros torneos
- President's Cup (Jakarta, Indonesia) 1981 (75 kg)
- French Open (Périgueux, Francia) 1981 (81 kg )
- Feliks Stamm Memorial (Varsovia, Polonia) 1983 (81 kg )
- Torneo Internacional de Boxeo Giraldo Cordova Cardin - Santiago de Cuba 1983 (81 kg )
- 24 Fevrier Tournament (Argel, Argelia) 1985 (81 kg )

## Muerte
El 3 de agosto de 2024 Moussa murió en Oran a causa de lesiones sufridas en un accidente de tráfico a los 62 años.